# Chang Chun
Chang Chun (chinois traditionnel : 張羣 ; chinois simplifié : 张群 ; pinyin : Zhāng Qún), aussi appelé Zhang Yuejun (張岳軍), né le 9 mai 1889 et mort le 14 décembre 1990, est le Premier ministre de la république de Chine de 1947 à 1948 et un membre important du Kuomintang. Il sert comme secrétaire général du président de la république de Chine de 1954 à 1972 et conseiller supérieur des présidents Tchang Kaï-chek, Yen Chia-kan, Chiang Ching-kuo, et Lee Teng-hui. Influencé par sa femme, Ma Yu-ying, il se convertit au christianisme dans les années 1930.

## Biographie
Né dans le xian de Huayang (aujourd'hui dans le xian de Shuangliu) au Sichuan, Chang est admis en 1906 à l'académie militaire de Baoding, située juste au Sud-Ouest de Pékin. L'année suivante, il est choisi pour aller au japon étudier à la Tokyo Shinbu Gakkō, une école militaire préparatoire, où il se spécialise dans l'artillerie. Avec son camarade de classe Tchang Kaï-chek, il rejoint le Tongmenghui la même année. Après avoir achevé leurs études préparatoires, ils servent tous deux dans le régiment Takada de la 13e brigade d'artillerie de l'armée impériale japonaise, stationnés dans la préfecture de Niigata avant de retourner en Chine pour servit sous Sun Yat-sen durant la révolution chinoise de 1911 qui renverse la monarchie Qing. Durant cette période, une amitié de longue date se forme entre les deux hommes et Huang Fu et les trois deviennent « frères de sang ». Chang épouse Ma Yu-ying en 1913 et parce que leur premier enfant est né en 1917, il prétendra plus tard avoir pratiqué le programme familial longtemps avant sa popularité.
Lorsque Yuan Shikai tente de restaurer la monarchie, Chang fuit au Japon, achève ses études militaires à l'académie de l'armée impériale japonaise en 1915, puis se rend aux Indes orientales néerlandaises, où il enseigne dans une école de la communauté chinoise locale. De retour en Chine pour participer au renversement de Yuan, il sert comme adjudant-général de Cen Chunxuan, le président des provinces du Sud, qui répudie le régime de Yuan. À la suite de la restauration de la république, Chang entre dans le nouveau gouvernement. Devenant général de l'armée nationale révolutionnaire à 28 ans, il devient plus tard membre du comité central exécutif du Kuomintang, maire de Shanghai et président de l'université Tongji, gouverneur du Hubei et ministre des Affaires étrangères. Dans le Kuomintang, il dirige la clique de science politique qui comprend des militaires comme Huang Fu et Xiong Shihui, des intellectuels comme Yang Yongtai et Wang Ch'ung-hui (en), et des banquiers et des industriels comme Wu Dingchang et Zhang Jia'ao. Durant la seconde guerre sino-japonaise, il sert comme secrétaire général du conseil de la sécurité nationale et gouverneur du Sichuan.

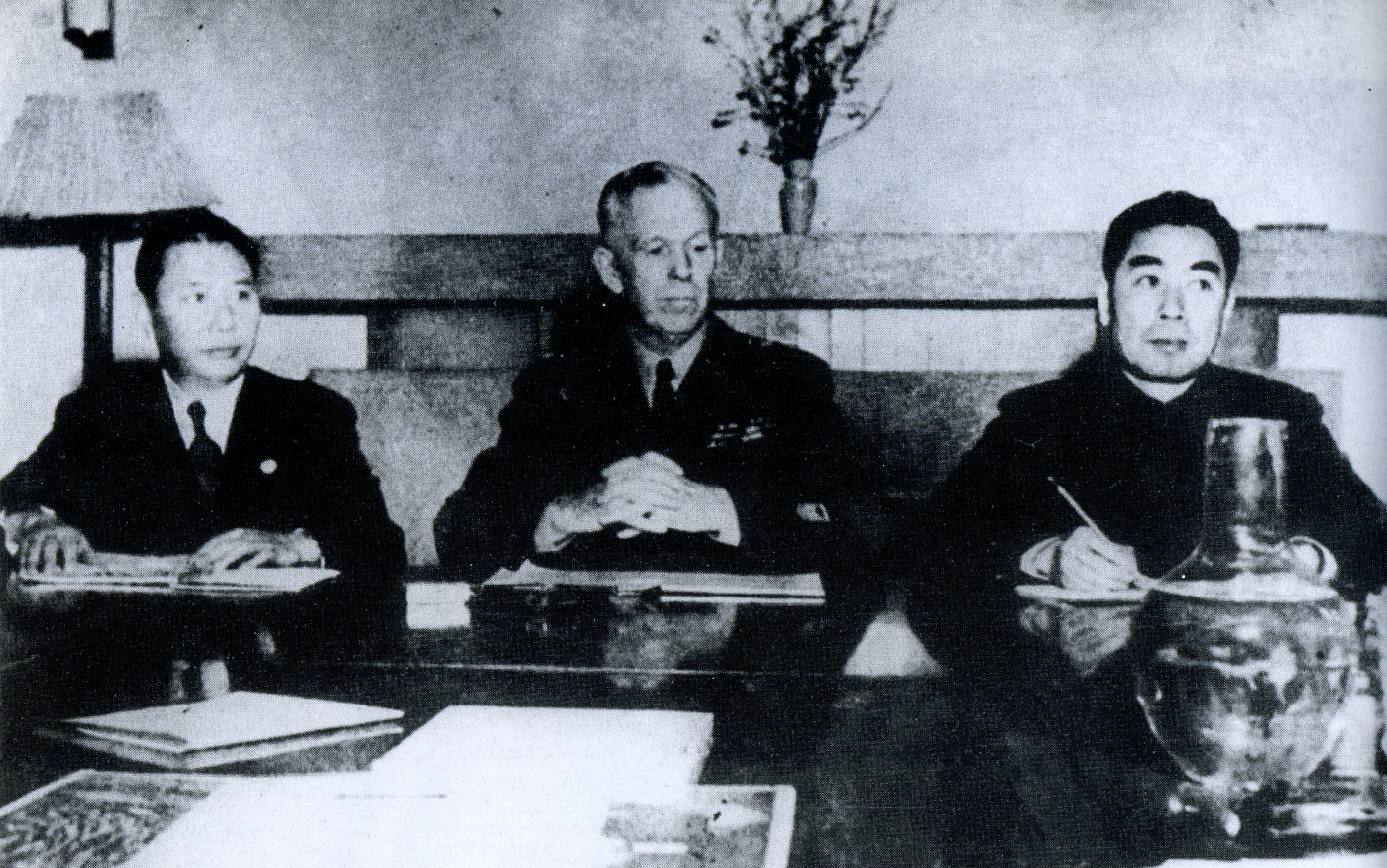
Le comité des Trois, de gauche à droite : le représentant nationaliste Chang, le général George Marshall, et le représentant communiste Zhou Enlai.

En 1946, Chang, représentant le gouvernement nationaliste, est un membre du comité des Trois (aussi appelé mission Marshall) avec le général George C. Marshall, et le représentant du Parti communiste chinois Zhou Enlai, qui s'établit à Nankin en janvier 1946 pour tenter de trouver un accord entre les deux camps et mettre fin à la guerre civile chinoise. La mission permet l'établissement d'un cessez-le-feu temporaire et son but principal est un échec.

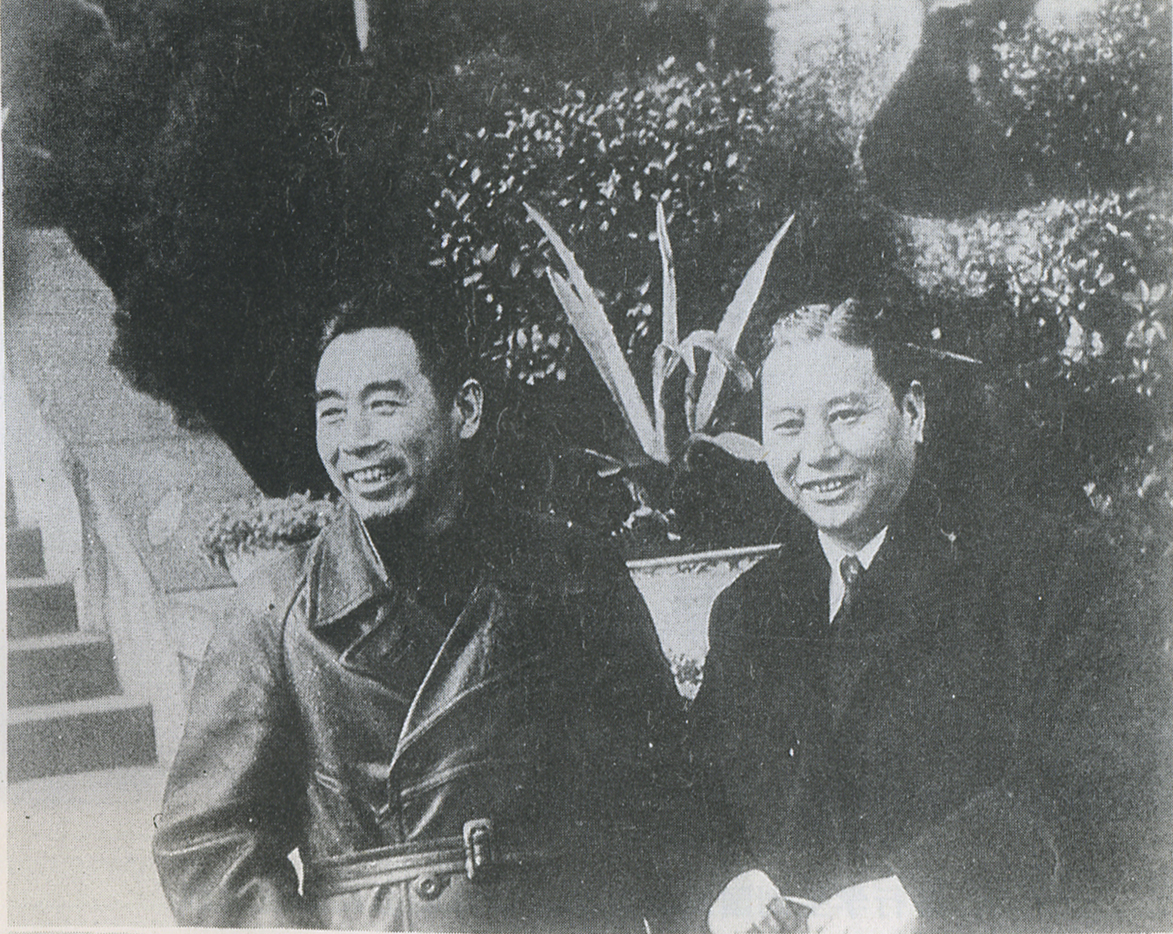
Zhou Enlai et Chang en 1946.

En 1947, Chang préside le premier gouvernement de coalition en tant que président du Yuan exécutif, une position appelée Premier ministre de la république de Chine. Sa politique a pour but de préparer la Chine à un gouvernement constitutionnel, une réforme des terres et un contrôle des prix. En dépit de ses liens profonds avec Tchang Kaï-chek, il ne peut pas mettre en place les réformes politiques qu'il préconise. Après le transfert de la capitale de Nankin à Taipei, il devient chef d'État-major et secrétaire général du président en 1954. Parmi tous ses pouvoirs, il peut planifier la politique étrangère du gouvernement et représenter le président au Japon, en Afrique, et en Europe, comme lors du IIe concile œcuménique du Vatican de 1965.
En 1972, il joue un grand rôle dans les difficiles négociations sur le changement du Japon vis-à-vis de la reconnaissance diplomatique de la république populaire de Chine. Sa dernière position officielle est celle de président du Présidium du comité consultatif central du Kuomintang.
Membre du conseil du musée national du Palais, Chang est un calligraphe reconnu, grand collectionneur d'art, ami de grands artistes comme Chang Dai-chien, Huang Jun-bi et Lan Yin-ting, et récipiendaire de doctorat honoris causa de plusieurs universités comme l'université de l'Illinois, l'université nationale de Séoul, l'université de Saint John, l'université de Sungkyunkwan, et l'université Soochow. Il meurt à l'âge de 101 ans, d'un arrêt cardiaque et d'insuffisance rénale, à l'hôpital général des vétérans de Taipei, le 14 décembre 1990.
Sa femme, Ma Yu-ying, meurt en 1974, tout comme sa fille Yalan Chang Lew, veuve de l'ambassadeur Yu-Tang Daniel Lew, qui meurt le 14 juillet 2014 à Seattle à 94 ans. Il est survécu par ses fils le Dr. Philip Chi-cheng Chang, ancien ministre des Communications de 1969 à 1972, président du conseil de la planification économique et du développement (en) de 1973 à 76, ministre des Finances de 1978 à 1981, gouverneur de la banque centrale de la république de Chine de 1984 à 1989, et le Dr. Theodore Chi-chong Chang , vice-président du séminaire de confiance théologique et pasteur emeritus de l'église baptiste Madarin de Pasadena en Californie.

## Vidéo internet
- Le gouverneur Chang salut lors d'une parade à l'académie centrale militaire des cadets, marquant le 31e anniversaire de la révolution chinoise de 1942.
- Le général George Marshall observe le secrétaire général Chang Chun et le représentant communiste Zhou Enlai signent la trêve en 1946. (Voir à partir de 6 min 56 s)
- 行政院長張群蒞台 Le Premier ministre Chang arrive à Taipei en octobre 1947.
- 台灣省慶祝第二屆光復節大會 Le Premier ministre Chang préside les célébrations du jour de la rétrocession de Taïwan le 25 octobre 1947.
- 張群特使訪日專輯 L'envoyé spécial Chang Chun visite le Japon, où il rencontre, entre autres, l'empereur, et le Premier ministre Nobusuke Kishi en 1957.
- 日本前首相吉田茂訪華 Le secrétaire général Chang reçoit l'ancien Premier ministre Yoshida en 1964
- 長江萬里圖 La peinture longue de 65 pieds, La rivière Yangtze de Chang Dai-chien, commandée pour le 80e anniversaire de Chang Chun et exposée au musée historique national de Taipei en 1967.
- 行政院新舊任院長交接典禮 Le secrétaire général Chang préside le transfert du titre de Premier ministre en 1972